# Nowe ruchy religijne
Nowe ruchy religijne (ang. New religious movements lub NRM) – powszechna, zbiorowa nazwa wspólnot religijnych odróżnianych od związków tego rodzaju posiadających szerokie uznanie społeczne. Nowe ruchy religijne z reguły nie są zaliczane do głównych religii, z których się wywodzą, ze względu na poważne różnice doktrynalno-społeczne. Mają od kilkudziesięciu do kilku milionów wyznawców bądź sympatyków. Współcześnie nazwy tej używa się w miejsce określenia sekta, które ze względu na pejoratywny wydźwięk społeczny jest zarzucane m.in. przez przedstawicieli nauki i władz publicznych. Status nowego ruchu religijnego nie musi stanowić przeszkody w uzyskaniu państwowej regulacji prawnej jako związku wyznaniowego.